# Zgromadzenie Narodowe (Gambia)
Zgromadzenie Narodowe – jednoizbowy parlament Gambii, główny organ władzy ustawodawczej w tym kraju. Składa się z 53 członków powoływanych na pięcioletnią kadencję. 48 deputowanych pochodzi z wyborów bezpośrednich w jednomandatowych okręgach wyborczych, z zastosowaniem ordynacji większościowej. Czynne prawo wyborcze posiadają obywatele Gambii mający w dniu wyborów ukończone 18 lat, posiadający pełnię praw publicznych i zamieszkujący lub urodzeni na terenie danego okręgu wyborczego. Głosować nie mogą osoby posiadające, równolegle do gambijskiego, obywatelstwo innego państwa lub prawa wyborcze na jego terytorium. Kandydaci muszą mieć ukończone 21 lat, mieszkać na terenie swojego okręgu przynajmniej przez rok przed wyborami oraz znać język angielski w stopniu pozwalającym na swobodne uczestnictwo w pracach parlamentu, dla którego jest to język obrad. Dyskwalifikacji podlegają także osoby, które w ciągu ostatnich 5 lat odbywały karę pozbawienia wolności dłuższą niż 6 miesięcy. Dożywotnia dyskwalifikacja przewidziana jest dla osób skazanych za przestępstwa wyborcze. Kandydatami nie mogę być też sędziowie, policjanci i żołnierze. 
Pozostałych pięciu członków parlamentu pochodzi z nominacji prezydenta. Tylko deputowani z tej grupy mają prawo kandydować na stanowisko przewodniczącego parlamentu oraz jego zastępcy.